# Goulles (Corrèze)
Goulles – miejscowość i gmina we Francji, w regionie Nowa Akwitania, w departamencie Corrèze.
Według danych na rok 1990 gminę zamieszkiwały 413 osoby, a gęstość zaludnienia wynosiła 12 osób/km² (wśród 747 gmin Limousin Goulles plasuje się na 291. miejscu pod względem liczby ludności, natomiast pod względem powierzchni na miejscu 127.).